# 스내치드 (2017년 영화)
《스내치드》(영어: Snatched)는 미국에서 제작된 조너선 러빈 감독의 2017년 액션 코미디 영화이다. 에이미 슈머, 골디 혼 등이 출연하였고, 피터 처닌 등이 제작에 참여하였다.
2017년 5월 2일 뉴욕에서 전 세계 최초로 상영되었고, 2017년 5월 12일 20세기 폭스에 의해 극장 개봉되었다.

## 출연
- 에이미 슈머
- 골디 혼
- 아이크 배린홀츠
- 완다 사이크스
- 조앤 큐색
- 크리스토퍼 멀로니
- 오스카르 하에나다
- 톰 베이트먼
- 랜들 박
- 톰 최
- 레이븐 굿윈
- 앨 매드리걸

## 기타 제작진
- 총괄 제작: 도널드 J. 리 주니어
- 미술: 마크 리커
- 의상: 리사 에번스